# 伍林试剂
伍林试剂（Woollins试剂、WR）是一种含磷和硒的有机化合物。它是劳森试剂的类似物，主要用于硒化反应。它的命名来自任职于圣安德鲁斯大学的研究副校长John Derek Woollins教授。

## 制备
伍林试剂可以直接从试剂供应商购买，也能通过加热二氯苯基膦和硒化钠的混合物得到，其中硒化钠通过硒和钠在液氨中的反应制备。五聚物(PPh)5和单质硒的反应也能制得该物。

## 用途
伍林试剂的主要用途是羰基化合物的硒化。例如，伍林试剂可以将羰基转化为硒代羰基（=CSe）。此外，伍林试剂也被用于羧酸、烯烃、炔烃或腈的二聚反应。